# Peter Naumann
Peter Naumann (12 de octubre de 1941-11 de febrero de 2024) fue un deportista alemán que compitió para la RFA en vela en la clase Flying Dutchman.
Participó en dos Juegos Olímpicos de Verano en los años 1968 y 1972, obteniendo dos medallas, plata en México 1968 y bronce en Múnich 1972. Ganó una medalla de plata en el Campeonato Europeo de Flying Dutchman de 1972.

## Palmarés internacional
| Juegos Olímpicos   | Juegos Olímpicos          | Juegos Olímpicos  | Juegos Olímpicos |
| Año                | Lugar                     | Medalla           | Clase            |
| ------------------ | ------------------------- | ----------------- | ---------------- |
| 1968               | Ciudad de México (México) | Medalla de plata  | Flying Dutchman  |
| 1972               | Múnich (RFA)              | Medalla de bronce | Flying Dutchman  |
| Campeonato Europeo |                           |                   |                  |
| Año                | Lugar                     | Medalla           | Clase            |
| 1972               | Medemblik (Países Bajos)  | Medalla de plata  | Flying Dutchman  |